# Comitatul Longford
Longford (în irlandeză Contae an Longfoirt) este un comitat din Irlanda.